# Sun Prairie (Montana)
Sun Prairie és una concentració de població designada pel cens dels Estats Units a l'estat de Montana. Segons el cens del 2000 tenia 1.772 habitants.

## Demografia
Segons el cens del 2000, Sun Prairie tenia 1.772 habitants, 626 habitatges, i 503 famílies. La densitat de població era de 114,8 habitants per km².
Dels 626 habitatges en un 39,8% hi vivien nens de menys de 18 anys, en un 65,7% hi vivien parelles casades, en un 9,7% dones solteres, i en un 19,5% no eren unitats familiars. En el 14,4% dels habitatges hi vivien persones soles el 2,7% de les quals corresponia a persones de 65 anys o més que vivien soles. El nombre mitjà de persones vivint en cada habitatge era de 2,83 i el nombre mitjà de persones que vivien en cada família era de 3,15.
Per edats la població es repartia de la següent manera: un 31% tenia menys de 18 anys, un 5,8% entre 18 i 24, un 30,6% entre 25 i 44, un 24,7% de 45 a 60 i un 8% 65 anys o més.
L'edat mediana era de 35 anys. Per cada 100 dones de 18 o més anys hi havia 101,5 homes.
La renda mediana per habitatge era de 42.353 $ i la renda mediana per família de 44.286 $. Els homes tenien una renda mediana de 34.271 $ mentre que les dones 20.833 $. La renda per capita de la població era de 15.685 $. Aproximadament el 15,1% de les famílies i el 13,9% de la població estaven per davall del llindar de pobresa.

## Poblacions més properes
El següent diagrama mostra les poblacions més properes.